# TV Center
TV Center (en cirílico ТВ Центр) es una cadena de televisión nacional rusa perteneciente a la administración de la ciudad de Moscú. Comenzó sus emisiones en 1997 y, a pesar de estar centrada esencialmente en el público del Óblast de Moscú, es la cuarta emisora con más audiencia potencial. Está disponible en más de 500 ciudades de 79 regiones de la Federación Rusa, mediante emisoras afiliadas.

## Programación
La oferta de TV Center está destinada a un público que supere los 40 años de edad, un grupo estable con gustos tradicionales. En 2006 realizó un cambio de imagen para modernizar el concepto de la emisora, cambiando también algunos aspectos de la programación para tratar de llegar a más gente, sin perder de vista a su público objetivo.
Sus programas se basan en noticias, deporte y entretenimiento. Debido a la naturaleza de la cadena la mayor parte de la programación está dedicada a información de la ciudad de Moscú, y estando administrada por el Gobierno de la ciudad suele ofrecer un punto de vista oficialista. En algunos casos ha llegado a ser crítica con el gobierno de Vladímir Putin, si bien eso fue durante el tiempo en que el alcalde moscovita Yuri Lúzhkov mantuvo disputas con el presidente ruso.
En 2005 lanzó una versión internacional del canal, sin publicidad y destinada a un público de habla rusa.